# Houghton and Close House
Houghton and Close House var en civil parish 1866–1955 när det uppgick i Heddon-on-the-Wall, i grevskapet Northumberland i England. Civil parish var belägen 21 km från Morpeth och hade 136 invånare år 1951. Det inkluderade Houghton.